# Епонім
Не варто плутати із архонтом-епонімом
Епо́нім (грец. ἐπώνῠμος, букв. «той, що дав ім'я») — божество, видатна людина або герой, на честь якого одержав своє ім'я об'єкт.
У географії — може бути географічний об'єкт, місто, річка, гора, місячний кратер тощо: Пелей, син Еака, епонім гори Пелія або Орхомен, епонім однойменного міста Орхомен у Беотії. Подібне тлумачення терміна епонім знаходимо у Списку ICOS: «eponym — найменування особи або групи осіб, яке створює базу для іменування іншої особи, групи, місцевості: антропонім Вашингтон — топонім Вашингтон» [List of Key Onomastic Terms].
У науці епонім — назва явища (наприклад, хвороби), поняття, структури або методу по імені людини, що вперше виявила або описала їх — набряк Квінке, закон Вакернагеля, символ Кронекера тощо). Також епонімами називають будь-які власні імена, що стали іменами загальними.[джерело?]
У хронології епонімами іменують посадових осіб, іменами яких називався рік. У давніх афінян — перший з дев'яти архонтів, іменем якого позначали рік, в Ассирії спеціально обраний чиновник — лімму. Аналогічний спосіб датування використовували в багатьох стародавніх державах. Наразі синхронізовано Епонімний каталог Ольвії IV—I ст. до н. е., де епонімами були жерці храму Аполона Дельфінія. Цей каталог — перший з відомих хронологічних каталогів на території сучасної України.
Доволі часто епонімічні назви того чи іншого товару утворюються від назв торговельних марок, які першими стали глобально або локально відомими як виробники відповідного товару — «ксерокс» для копіювальних апаратів, «памперс» для підгузків, «фризбі» для пластикових літаючих дисків, «джип» для різновиду автомобілів-позашляховиків тощо. Див. «Загальновживані торговельні марки».